# Georges Hasse
Georges Hasse (Antwerpen, 27 april 1880 - Antwerpen, 23 juni 1956) was een veearts, verzamelaar van historische Antwerpse vondsten en pionier in de archeologie. 

## Leven
Georges Hasse werd geboren op 27 april 1880 als zoon van Emma Gittens, zij was een zus van de toneelauteur en stadsbibliothecaris Frans Gittens. Zijn vader was Jean-Laurent Hasse, architect en activist in de vrijmetselarij die op bouwwerven al verschillende curiosa verzamelde. Deze passie werd later aan zijn zoon doorgeven, die ook al op jonge leeftijd aanwezig was bij grote bouwwerkzaamheden binnen het Antwerpse waar hij tijdens de graafwerkzaamheden interessante ontdekkingen deed. In 1904 studeerde hij af als veearts en huwde in 1911 met Marthe Falize, waarmee hij zijn hele leven lang in Berchem  op nummer 28 van de Kardinaal Mercierlei woonde. 
Bij het aanleggen van het Albertdok en het Eerste Havendok tussen 1903 en 1907 raakte hij betrokken in het oudheidkundig bodemonderzoek waar hij door zijn vriend en advocaat Edouard Bernays aan geïntroduceerd werd. Georges Hasse werd lid van verschillende verenigingen en genootschappen en had zeer lang bestuursfuncties bij de Société royal belge d'Antropologie, de Préhistoire en de Académie royale d'Archéologie de Belgique. Daarnaast was hij ook stichter van Praehistoria, het "Antwerpsch Genootschap voor Voor- en Vroegergeschiedenis", in 1933, de vereniging bestond echter kort en overleefde de Tweede Wereldoorlog niet. 
Georges Hasse leefde ten tijde van de grote werken in en om de Schelde. De baggerwerken brachten een grote rijkdom aan voorwerpen aan het licht op de bodem van de rivier. Door Aan deze baggerwerken dankte Hasse het grootste gedeelde van zijn verzameling. Vaak kocht hij stukken aan op de baggerboten zoals zijn vondsten uit Schoonaarde en Melle. Andere stukken kwamen in zijn bezit door het opkopen van collecties van andere verzamelaars of door aankoop van stukken die in het bezit waren van antiquairs.

## Publicaties
De verzameling van Georges Hasse werd voor de tweede wereldoorlog vooral bekend door zijn talrijke publicaties, waaronder:
- "Les barques de pêche trouvées à Anvers in 1884 et 1904-1905" in Annales de la Fédératio Archéologiue et Historique de Belgique, Gent, 1907.
- "La vie à Anvers pendant la fin du Néolithique et l'âge du Bronze" in  Bulletin de la Société d'Antropologie de Bruxelles, 1908.
- "Une station néolithique robenhaussienne à Ledenberg-Gand" in Bulletin de la Société d'Antropologie de Bruxelles, 1912.
- "Les épingles en offrande au passage des rivières en Belgique" in Bulletin  de l'Académie royale d'Archéologie de Belgique, 1923.
- "Asper pré- et protohistoriques" in  Bulletin de la Société d'Antropologie de Bruxelles,1924.
- "Les chaudrons en bronze de l'Escaut de la fin de l'âge du Bronze à la fin de l'âge du Fer"  in Institut International d'Antropologie, 1927.
- “Note sur la rupture de digue dans le polder de Grembergen-Moerzeke” in Bulletin de la Société royale belge d’Antropologie et de Préhistoire, 1930
- “Lance, couteaux et poignars de l’âg de Bronze et de Fer trouvés en Belgique” in Buremondeulletin de la Société royale belge d’Antropologie et de Préhistoire, 1932;
- “Grammont pré- et protohistorique” in Bulletin de la Société royale belge d’Antropologie et de Préhistoire, 1936.
- “Un moule en bronze trouvé à Ruremonde” in Bulletin de la Société royale belge d’Antropologie et de Préhistoire, 1939.
- "L'utilisation des cornes aux âge pré- et protohistoriques en Belgique" in Bulletin de la Société royale d'Antropologie et de Préhistoire, 1945.
- "Un poignard à antennes et une Epée en bronze trouvés à Statte-Huy” in Bulletin de la Société royale belge d’Antropologie et de Préhistoire, 1947.
- “Hache en bronze trouvée à James (Namur)” in Bulletin de la Société royale belge d’Antropologie et de Préhistoire.

## Bewaring van zijn collectie
Als amateurarcheoloog verzamelde hij meer dan 9000, voornamelijk uit België afkomstige, objecten van de protohistorische periode tot de late middeleeuwen. Een selectie van zijn verzamelde objecten is te zien in het Museum aan de Stroom. Het grootste deel van de oudheidkundige verzameling is na zijn dood in 1956 in het Vleeshuis terechtgekomen. Ook in het Letterenhuis bevinden zich enkele archivalia. De Erfgoedbibliotheek Hendrik Conscience verdeelde de boekencollectie van George Hasse over het Stadsarchief en de Antwerpse oudheidkundige musea en bibliotheken, de collectie van de erfgoedbibliotheek zelf bestaat voornamelijk uit Franstalige boeken waarvan een deel te maken heeft met zijn beroep als veearts en een ander deel heeft te maken met zijn culturele en historische interesse.